# 岐阜市立七郷小学校
岐阜市立七郷小学校（ぎふしりつ ななさとしょうがっこう）は、岐阜県岐阜市西改田字川向にある小学校。

## 沿革
- 1872年（明治5年）3月 - 昇曦舎が開校。下西郷村、小西郷村、東改田村、上尻毛村、又丸村の児童が通学する。教徳寺[注釈 1]を仮校舎とする。[2]
- 1873年（明治6年）11月 - 校舎が完成する。日曦学校に改称する。
- 1886年（明治19年）11月 - 七郷尋常小学校に改称する。
- 1889年（明治22年）7月1日 - 下西郷村、小西郷村、西改田村、東改田村、上尻毛村、川部村、又丸村が合併し、七郷村が発足。
- 1891年（明治24年）10月28日 - 濃尾地震により校舎が全壊し、休校。
- 1892年（明治25年）2月 - 教徳寺を仮校舎とし、授業を再開。
- 1893年（明治26年）5月 - 校舎を新築する。
- 1897年（明治30年）4月1日 - 七郷村の一部（下西郷）が分離し、中西郷村、上西郷村、小野村、中村と合併、西郷村になる。西郷村字下西郷は七郷村に委託され、引き続き七郷尋常小学校に通学する。
- 1908年（明治41年）4月 - 西郷村字下西郷の委託を解消。
- 1924年（大正13年）4月 - 七郷尋常高等小学校に改称する。
- 1941年（昭和16年）4月1日 - 七郷国民学校に改称する。
- 1947年（昭和22年）4月1日 - 七郷村立七郷小学校に改称する。
- 1950年（昭和25年）8月20日 - 七郷村が岐阜市に編入される。同時に岐阜市立七郷小学校に改称する。
- 1951年（昭和26年）11月30日 - 校舎新築のため、校舎の一部を取り壊す。そのため、1年生は公民館（旧・七郷村役場）、4年生は西改田北向会所、5年生は教徳寺と堀ノ内会所での分散授業となる。
- 1952年（昭和27年）4月 - 新校舎が完成し、分散授業を解消。
- 1959年（昭和34年）8月 - 校歌制定。
- 1970年（昭和45年）3月 - 特別教室が完成。
- 1977年（昭和52年）9月 - 新校舎完成。
- 1980年（昭和55年） - 校舎（鉄筋コンクリート造）が完成。

## 通学区域
- 西改田、川部、上尻毛、又丸、小西郷、東改田、西改田字川向、西改田字米野、西改田字若宮、西改田上の町、西改田先道、西改田夏梅、西改田松の木、西改田宮西、西改田村前、西改田東改田入会地、上尻毛八幡、上尻毛日吉、東改田字腰前田、東改田字再勝、東改田字鶴田、又丸津島、又丸宮東、又丸村中、又丸柳町、又丸町畑、川部1 - 6丁目、小西郷1 - 3丁目、西改田七石、東板谷[3]

## 進学先中学校
- 岐阜市立岐阜西中学校

## 著名な出身者
- 今井月（競泳選手）
- Sing-O（音楽プロデューサー）

## 交通機関
- 岐阜バス

西郷線「西改田」バス停より徒歩約5分。
- 樽見鉄道樽見線北方真桑駅から徒歩48分。

## 周辺
- 若江神社
- 神明神社
- 御鍬神社
- 教徳寺
- 七郷保育園
- 白山神社